# JPM Martyn–Lantos Múzeum
A JPM Martyn–Lantos Múzeum a Janus Pannonius Múzeum egyik kiállítóhelye Pécsett, amely a Káptalan utca 4. szám alatt található épületben működik. A múzeum két jelentős pécsi képzőművész, Martyn Ferenc és Lantos Ferenc életművének állandó kiállítóhelye.

## Története
A múzeum 2023. június 24-én, a Múzeumok Éjszakáján kapta a jelenlegi nevét, korábban Martyn Ferenc Múzeumnak hívták. A névváltoztatást az indokolta, hogy míg Martyn Ferenc állandó tárlata maradt az épület emeletén, addig a földszintre, a korábbi régészeti kiállítás helyére a tanítványa, Lantos Ferenc állandó kiállítása költözött.  
Martyn Ferenc kiállítása még a festő életében, 1979-ben, a művésznek is otthont adó, 1841-ben épült, egyemeletes, korábbi kanonoki házban, a mostani múzeumépület szomszédságában, a Káptalan utca 6. szám alatt nyílt meg. Az épület előtt Martyn két bronzplasztikája áll (Barbár emlék, Gabriel Fauré emlékére), a kapualjat az általa tervezett üvegablak díszíti. A felújított tárlat 2011-ben nyílt meg a mostani helyén.

## A művészek
Martyn Ferenc (1899–1986) szobrászművész, festő és grafikus, a 20. századi magyar művészet egyik legjelentősebb alkotója, a nonfiguratív irányzat egyik első magyar képviselője volt. 1945-től Pécs művészetének meghatározó egyénisége.
Lantos Ferenc (1929–2014) festészete és művésztanári tevékenysége a 20. századi magyar művészet természetelvű, absztrakt és konstruktív hagyományának továbbvivője és megújítója.